# Alasdair Gray
Alasdair Gray (Riddrie, 28 de dezembro de 1934 – Glasgow, 29 de dezembro de 2019) foi um escritor e artista britânico. O seu trabalho mais aclamado foi  Lanark, o seu primeiro romance, publicado em 1981 e escrito durante um período de quase 30 anos. É hoje considerado um clássico, e foi descrito pelo The Guardian como "um dos marcos da ficção do século XX". O seu romance Poor Things (1992), ganhou o Prémio Whitbread de Romance (Whitbread Novel Award) e o Prémio Guardian da Ficção (Guardian Fiction Prize). Ele descrevia a si próprio como um nacionalista cívico e republicano.
As obras de Gray combinam elementos de realismo, fantasia e ficção científica, além do uso inteligente de tipografias  das suas próprias ilustrações. Ele também escreveu sobre política, apoiando o socialismo e a independência da Escócia, assim como sobre  a história da literatura inglesa. Alasdair Gray foi descrito pelo autor Will Self como "um polímata criativo com uma visão político-filosófica integrada", e como "um grande escritor, talvez o maior neste arquipélago hoje em dia". Por outro lado, descreveu-se a si próprio como "um pedestre de Glasgow gordo, de óculos, careca e cada vez mais velho “.

## Vida
Gray nasceu em Riddrie, leste de Glasgow. O seu pai tinha sido ferido na Primeira Guerra Mundial e trabalhava em uma fábrica, enquanto a sua mãe trabalhava em uma loja. Durante a Segunda Guerra Mundial, Gray foi evacuado primeiro para Perthshire e depois para Lanarkshire, onde a sua família morava numa Council house, retratando assim estas experiências mais tarde na sua ficção. Gray recebeu a sua educação a partir de uma combinação entre educação do estado, (na Escola Secundária Whitehill), bibliotecas públicas, e da BBC. Estudou na Escola de Arte de Glasgow de 1952 até 1957, onde acabou por lecionar entre 1958 e 1962. Foi como estudante que ele começou aquilo que se tornaria mais tarde o romance Lanark.
Após a sua graduação, Gray trabalhou como pintor de cenas e retratos, assim como escritor e artista independente. As suas primeiras peças de teatro foram transmitidas pela rádio e pela televisão, em 1968. Entre 1972 e 1974, participou num grupo de escrita organizado por Philip Hobsbaum, que também incluía James Kelman, Liz Lochhead, Tom Leonard, Aonghas MacNeacail e Jeff Torrington e, de 1977 a 1979, foi escritor na Universidade de Glasgow. Em 2001, tornou-se, com Tom Leonard e James Kelman, professor conjunto do programa de escrita criativa nas Universidades de Glasgow e de Strathclyde.
Gray ilustrou ele mesmo os seus livros, e produziu um grande número de murais, assim como pinturas. Um dos seus murais mais duradouros pode ser visto no restaurante Ubiquitous Chip em Glasgow, e, mais recentemente, na estação de metro Hillhead.
Em 2001 foi o candidato da Associação Nacionalista Escocesa da Universidade de Glasgow para o cargo de Reitor da Universidade de Glasgow, mas acabou por ser derrotado por Greg Hemphill.
Ele descreveu-se como um nacionalista cívico, afirmando no seu livro de 1992, Why Scots Should Rule Scotland:. "O título deste livro pode parecer ameaçador para aqueles que vivem na Escócia, mas que nasceram e foram educados noutro lugar, então eu tive que explicar melhor que por escoceses, eu quero dizer todos aqueles que na Escócia são elegíveis para votar". No entanto, na sequência de um ensaio escrito em 2012, em que ele caracterizou pessoas inglesas que trabalham na Escócia como "colonos", Gray foi acusado de ser anti inglês, e um crítico da imigração Inglesa na Escócia. O ensaio completo de Gray foi publicado no site Word Power Books, onde respondeu às críticas afirmando que "... muitos dos [seus] melhores amigos são ingleses". 
Alasdair Gray foi casado duas vezes: primeiro com Inge Sorenson (1961-1970), e em 1991 com Morag McAlpine (que morreu após uma doença em maio de 2014); e teve um filho, Andrew, nascido em 1964.
O seu mural no teto do Auditório das artes Oran Mor & entretimento em Byres Road, em Glasgow é uma das maiores obras de arte na Escócia. 
Gray frequentemente usava a citação gravada no edifício do Parlamento Escocês: "Trabalhe como se você morasse nos primeiros dias de uma melhor nação", atribuindo-a ao autor canadense Dennis Lee.
Alasdair faleceu no dia 29 de dezembro de 2019, um dia após fazer 85 anos.

## Obras literárias

### Romances
- Lanark (1981)
- 1982, Janine (1984)
- The Fall of Kelvin Walker (1985)
- Something Leather (1990)
- McGrotty and Ludmilla (1990)
- Poor Things (1992)
- A History Maker (1994)
- Mavis Belfrage (1996)
- Old Men In Love (2007)

### Pequenas histórias
- Unlikely Stories, Mostly (1984)
- Lean Tales (1985) (com James Kelman e Agnes Owens); (1995)
- Ten Tales Tall & True (1993)
- The Ends of Our Tethers: 13 Sorry Stories(2005)
- Every Short Story by Alasdair Gray 1951-2012 (2012)

### Poesia
- Old Negatives (1989)
- Sixteen Occasional Poems (2000)
- Collected Verse (2010)

## Obras dramáticas

### Teatro
- Dialogue - A Duet (1971)
- The Loss of the Golden Silence
- Homeward Bound: A Trio for Female Chauvinists (1973)
- Sam Lang and Miss Watson: A One Act Sexual Comedy In Four Scenes (1973)
- McGrotty and Ludmilla (1986)
- Working Legs: A Play for Those Without Them (1997)
- Goodbye Jimmy (2006)
- Fleck (2008)
- A Gray Play Book (2009)

### Televisão
- Dialogue - A Duet (1972)
- Martin (1972)
- Today and Yesterday (1975)

### Rádio
- Dialogue: A Duet (1969)
- The Loss of the Golden Silence

### Como ilustrador
- Songs of Scotland (Autora, Wilma Patterson) (1996)

## Não-ficção
- Why Scots Should Rule Scotland (1992; revisto a 1997)
- The Book of Prefaces (2000)
- How We Should Rule Ourselves (2005)
- A Life In Pictures(2010)
- Of Me & Others: An Autobiography (Cargo Publishing) (2014)